# Engelthal

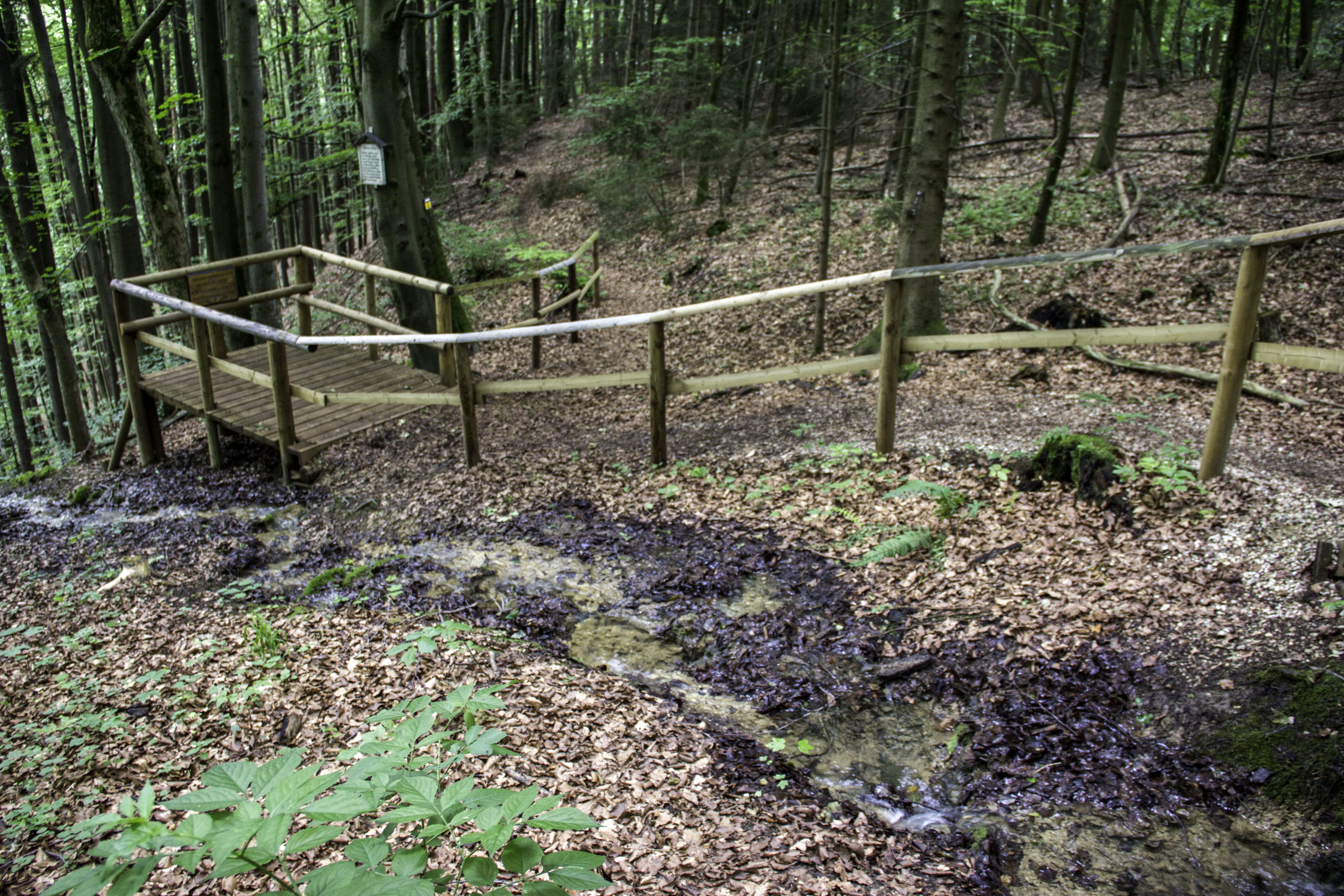
Kamienne rynny

Engelthal – miejscowość i gmina w Niemczech, w kraju związkowym Bawaria, w rejencji Środkowa Frankonia, w regionie Industrieregion Mittelfranken, w powiecie Norymberga, wchodzi w skład wspólnoty administracyjnej Henfenfeld. Leży w Okręgu Metropolitarnym Norymbergi, około 21 km na wschód od Norymbergi i ok. 8 km na południowy wschód od Lauf an der Pegnitz.

## Dzielnice
W skład gminy wchodzą następujące dzielnice:
- Engelthal
- Krönhof
- Kruppach
- Peuerling
- Prosberg
- Sendelbach

## Polityka
Wójtem od 2002 jest Günther Rögner (CSU). Rada gminy składa się z 12 członków:
|      | CSU | SPD | Bezpartyjni | Razem     |
| 2002 | 6   | 3   | 3           | 12 miejsc |

## Zabytki i atrakcje
- Kościół parafialny pw. św. Jana Chrzciciela (St. Johannis der Täufer); wybudowany w 1270, przebudowa na stylu barokowym w latach 1747–1751
- ruiny kaplicy św. Willibalda (St. Willibald) wybudowana w XIV wieku.
- klasztor Engelthal
- kamienne rynny